# Permanent.Radiant.Remixed
Permanent.Radiant.Remixed è il quinto EP del gruppo musicale statunitense Crosses, pubblicato il 7 luglio 2023 dalla Warner Records.

## Descrizione
Distribuito digitalmente a sorpresa dal duo, contiene le versioni remixate di tutti i brani dell'EP Permanent.Radiant realizzati da svariati artisti, tra cui Hudson Mohawke e Machinedrum.
Nel periodo antecedente alla sua uscita sono stati resi disponibili i remix di Day One e Sensation, diffusi rispettivamente il 19 maggio e il 9 giugno insieme ai rispettivi visual.

## Tracce
Testi e musiche di Chino Moreno e Shaun Lopez, eccetto dove indicato.
1. Sensation (Suicideyear Remix) – 3:00
2. Vivien (AWAY Remix) – 3:04
3. Cadavre exquis (DJ Tony G and Ern "Dogg" Medina in a Daize Mix) – 3:01 (Chino Moreno, Shaun Lopez, Jono Evans)
4. Day One (Machinedrum Remix) – 3:24
5. Holier (Street Fever Remix) – 4:04
6. Procession (Hudson Mohawke Remix) – 3:44

## Formazione
Hanno partecipato alle registrazioni, secondo le note di copertina di Permanent.Radiant:
Gruppo
- Chino Moreno – voce, strumentazione, programmazione
- Shaun Lopez – strumentazione, programmazione

Altri musicisti
- Jono Evans – chitarra (traccia 3)
- Dakota Floeter – chitarra aggiuntiva (traccia 3)

Produzione
- Shaun Lopez – produzione, ingegneria del suono
- Crosses – produzione
- Clint Gibbs – missaggio
- Eric Broyhill – mastering
- Jono Evans – ingegneria del suono (traccia 3)